# زواغة (ليبيا)
زواغة هو اسم قبيلة أمازيغية قديمة ارتبط اسمها بمنطقة في ليبيا، وقد أخذت المنطقة اسمها منها. يُعتقد أن هذه المنطقة هي مدينة صبراتة وضواحيها في غرب ليبيا.

### أحداث
- الأحداث الحديثة: شهدت صبراتة بعض الأحداث الأمنية بعد الثورة الليبية في عام 2011، حيث سيطر عليها تنظيم الدولة الإسلامية (داعش) لفترة قبل أن يتم طرده منها. كما تعرضت المدينة في عام 2016 لغارة جوية أمريكية استهدفت معسكرًا تابعًا لداعش، مما أسفر عن مقتل عشرات المسلحين.